# حمله ژاپن به تایلند
حمله ژاپن به تایلند در تاریخ ۸ دسامبر ۱۹۴۱ برای مدت کوتاهی بین پادشاهی تایلند و امپراتوری ژاپن رخ داد. با وجود درگیری شدید در جنوب تایلند، این جنگ تنها پنج ساعت طول کشید و به آتش‌بس پایان یافت. سپس تایلند و ژاپن یک اتحاد تشکیل دادند و تایلند را تا پایان جنگ جهانی دوم به عنوان بخشی از اتحاد نیروهای محور درآمد.
ژاپن برای حمله به مالایای بریتانیا و میانمار، نیاز به استفاده از بندرهای تایلند، راه‌آهن و فرودگاه داشت. مردم تایلند به شدت افتخار می‌کردند که هرگز مستعمرهٔ کشور دیگری نبودند. فقط سابقه شکست از فرانسه ویشی در جنگ فرانسه و تایلند را داشتند. ارتش تایلند با وجود ناچیزی سربازان، در حال آمادگی رزمی بود.
برای تسهیل حمله، ژاپنیان مذاکرات محرمانه‌ای را با دولت تایلند انجام دادند. در آن زمان به نظر می‌رسید که نیروهای محور برندهٔ جنگ در اروپا باشند. در اکتبر ۱۹۴۰ دیکتاتور تایلندی پلک پیبونسونگکرام (فیبون) وعده‌هایی کلامی مخفی مبنی بر حمایت از ژاپن در صورت حمله آنان به مالایای بریتانیا داد. در عوض این اتحاد مخفی، ژاپن نیز تضمین‌هایی در جهت واگذاری اراضی به تایلند داد.

## پس از آتش‌بس
تصمیم فیبون (نخست‌وزیر تایلند) برای امضای آتش‌بس با ژاپن عملاً به امیدهای چرچیل برای ایجاد اتحاد با تایلند پایان داد. فیبون همچنین به ژاپن اجازه داد تا از تایلند به عنوان پایگاه عملیاتی برای حمله به کشور همسایه مالایا استفاده کند. ظرف چند ساعت پس از اجرایی شدن آتش‌بس، اسکادران‌های هواپیماهای ژاپنی از فرودگاه سونگکلا (شهری در تایلند) پرواز کردند که به آنها اجازه می‌داد تا از فاصله کوتاهی حملات هوایی را بر روی پایگاه‌های استراتژیک در مالایا و سنگاپور انجام دهند.
در ۱۴ دسامبر، فیبون قراردادی محرمانه با ژاپنی‌ها امضا کرد که نیروهای تایلندی را در کمپین مالایا و کمپین برمه متعهد می‌کرد. اتحاد بین تایلند و ژاپن به‌طور رسمی در ۲۱ دسامبر ۱۹۴۱ امضا شد. در ۲۵ ژانویه ۱۹۴۲، دولت تایلند به ایالات متحده و بریتانیا اعلام جنگ کرد. در پاسخ، تمام دارایی‌های تایلند در ایالات متحده توسط حکومت فدرال ایالات متحده آمریکا مسدود شد. در حالی که سفیر تایلند در لندن اعلان جنگ را به دولت بریتانیا داد، سینی پراموج، سفیر تایلند در واشینگتن دی سی، از انجام این کار خودداری کرد و در عوض جنبش آزادی تایلندی را سازماندهی کرد.